# Кубайса
Кубайса (араб. كبيسة‎) — небольшой город на западе Ирака, расположенный на территории мухафазы Анбар. Входит в состав округа Хит.

## Географическое положение
Город находится в северо-восточной части мухафазы, на территории одноимённого оазиса, на высоте 131 метра над уровнем моря.

Кубайса расположена на расстоянии приблизительно 62 километров к западу-северо-западу (WNW) от Эр-Рамади, административного центра провинции и на расстоянии 155 километров к западу-северо-западу от Багдада, столицы страны.

## Население
На 2012 год население города составляло 9 879 человек.

## Экономика
В Кубайсе расположен один из наиболее крупных цементных заводов Ирака.